# Hugh Ramsay

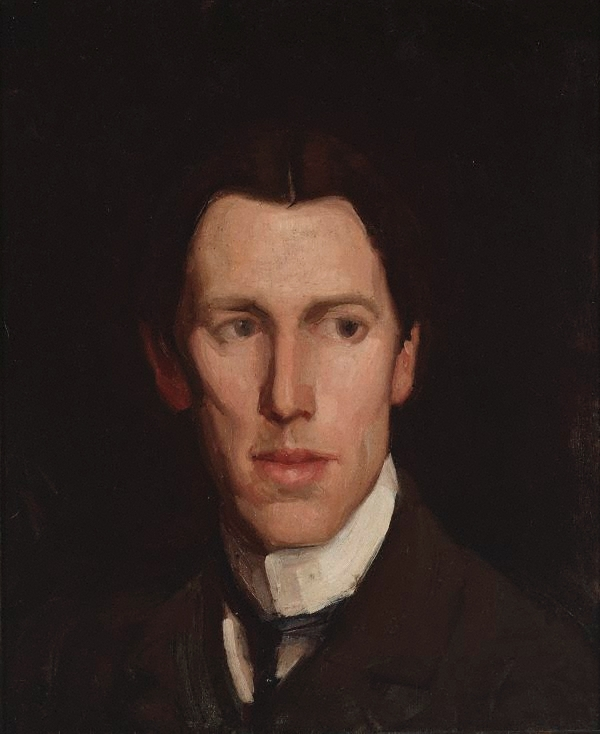
Hugh Ramsay (1902) de George Washington Lambert

Hugh Ramsay (n. 25 mai 1877, Glasgow, Regatul Unit al Marii Britanii și Irlandei – d. 5 martie 1906) a fost un pictor australian.

## Viața timpurie și educația

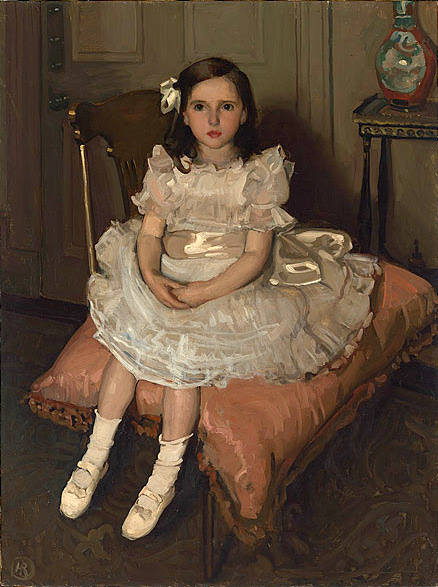
Domnișoara Nellie Patterson (1903), fiica lui Ambrose Patterson, nepoata lui Nellie Melba

Ramsay s-a născut la Glasgow, Scoția, la 25 mai 1877, fiul lui John Ramsay. S-a mutat cu familia la Melbourne în 1878. Și-a început educația la Essendon Grammar School și a intrat la cursurile Galeriei Naționale din Victoria la vârsta de 16 ani sub îndrumarea lui Lindsay Bernard Hall și a devenit unul dintre cei mai străluciți studenți formați vreodată acolo. A câștigat mai multe premii I, iar la concursul pentru bursa de călătorie organizată în 1899 a fost învins la limită de Max Meldrum, un alt student cu abilități neobișnuite.

## Cariera
Ramsay a plecat în Europa în septembrie 1900 și a avut norocul să găsească un spirit înrudit, pe George Washington Lambert, pe aceeași navă - SS Persic. Ajuns la Paris, a intrat la Académie Colarossi și a fost în scurt timp recunoscut ca un student cu mare potențial. A trimis cinci tablouri la expoziția din 1902 a Société Nationale des Beaux-Arts și patru dintre acestea au fost acceptate și expuse împreună. Niciun compliment mai mare nu ar fi putut fi făcut unui tânăr student.
Un alt student australian al cărui studio se afla în aceeași clădire, Ambrose McCarthy Patterson (susținut de Nellie Melba, atunci la apogeul faimei sale, a cărei soră era căsătorită cu fratele lui Patterson). Ramsay i-a fost prezentat lui Melba, care i-a dat făcut o comandă pentru un portret și, fără îndoială, l-ar fi putut ajuta în cariera sa. În cele din urmă, Ramsay s-a îmbolnăvit grav de tuberculoză și a fost sfătuit să se întoarcă la clima mai caldă din Australia. A realizat o mică pictură pregătitoare, dar nu a reușit să finalizeze portretul planificat al Melbei. Înainte de a părăsi Europa, expusese patru tablouri la British Colonial Art Exhibition, organizată la Londra, la galeriile Royal Institute.

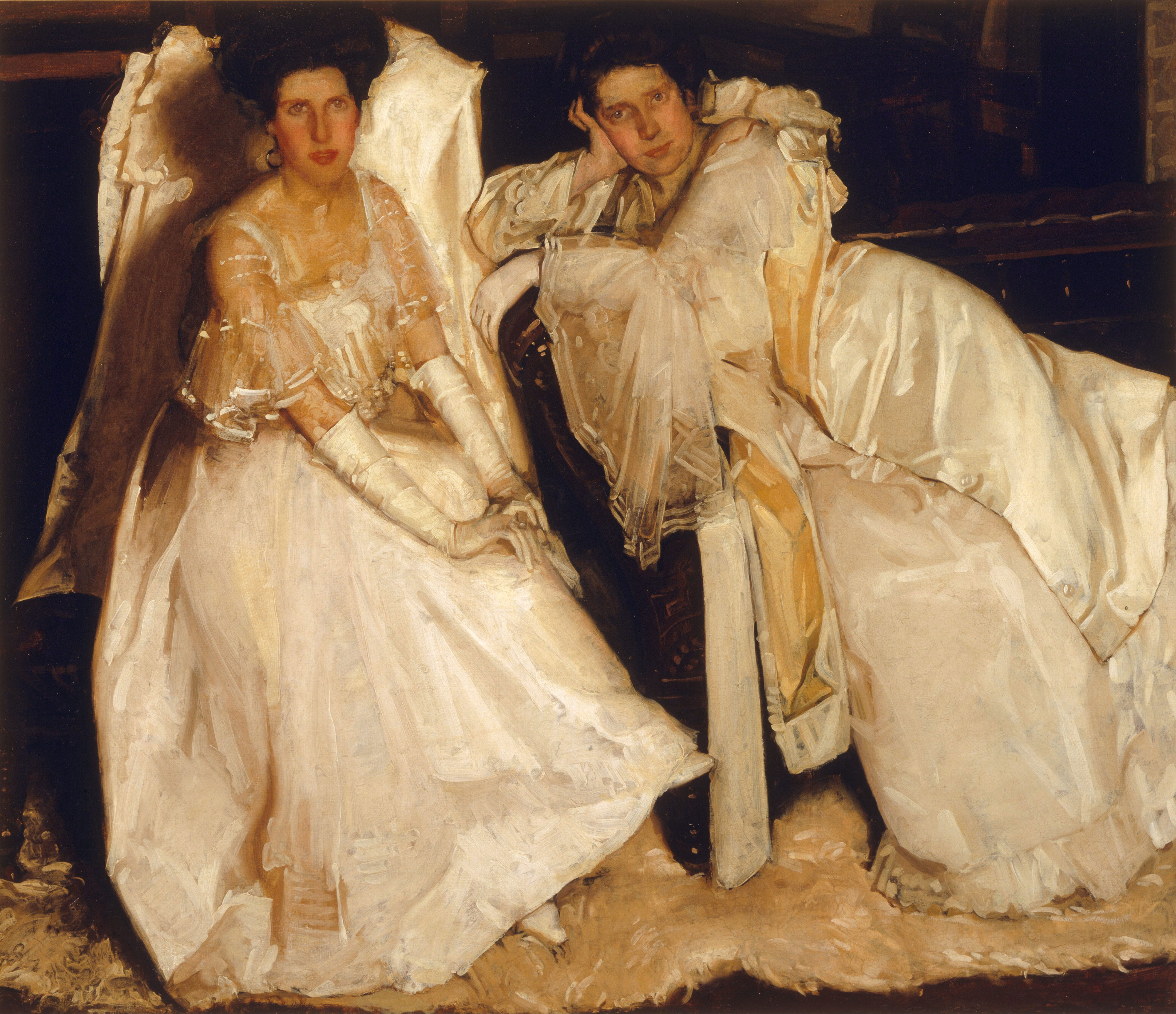
Surorile (1904)

Întorcându-se în Australia, în ciuda sănătății precare, Ramsay a reușit să facă niște lucrări remarcabile, inclusiv Surorile (un portret al propriilor surori, 1904; Galeria de Artă din New South Wales aflată la Sydney), Doamnă cu evantai (posibil cel mai faimos tablou al său), portretul lui David Scott Mitchell și propriul său portret, aflat acum la Galeria Națională din Victoria, Melbourne. Treptat, a devenit din ce în ce mai slăbit și a murit la „Clydebank” Buckley Street, Essendon, la 5 martie 1906, cu câteva săptămâni înainte de a împlini douăzeci și nouă de ani. A fost înmormântat în cimitirul St Kilda.

## Familie
Hugh Ramsay a fost fratele chirurgului John Ramsay și al lui William Ramsay, fondatorul Kiwi Boot polish. Nepotul său, James, a co-fondat împreună cu soția sa Diana și Fundația James și Diana Ramsay, responsabilă pentru una dintre cele mai mari donații făcute unei galerii de artă din Australia și finanțând Premiul de Artă Ramsay la Galeria de Artă din Australia de Sud.